# 15109 Wilber
15109 Wilber è un asteroide della fascia principale. Scoperto nel 2000, presenta un'orbita caratterizzata da un semiasse maggiore pari a 2,3648485 UA e da un'eccentricità di 0,0816120, inclinata di 6,66138° rispetto all'eclittica.